# Coline Ménard
Pour les articles homonymes, voir Ménard.
Coline Ménard est une surfeuse française née le 19 avril 1988 à La Rochelle. Pratiquante de longboard, elle est championne d'Europe de sa discipline en 2008 et vice-championne du monde en 2009.

## Biographie
Née le 19 avril 1988 à La Rochelle, Coline Ménard est initiée au longboard par son père et son frère sur les spots de surf de l'île de Ré et obtient sa première planche à l'âge de huit ans.
En 2001, sa famille quitte la Charente-Maritime pour l'île de La Réunion, où elle continue à pratiquer son sport. Elle participe à ses premières compétitions régionales l'année suivante et parvient à se qualifier aux championnats de France dès 2003. Elle y termine troisième.
Après avoir obtenu son baccalauréat au lycée des Avirons, elle s'inscrit à l'université de La Réunion dont elle obtient une licence de biologie quelques années plus tard. Entre-temps, elle poursuit sa carrière de longboardeuse en devenant notamment championne d'Europe en 2008.
Elle devient vice-championne du monde de sa discipline le 14 juillet 2009 à Biarritz après avoir battu sa compatriote Justine Dupont en demi-finale puis avoir été battue par l'Américaine Jennifer Smith en finale.
Elle habite aujourd'hui à Noosa Heads, dans le Queensland, en Australie.

## Résultats sportifs

### Régionaux
- Vice-championne de La Réunion de longboard aux championnats de La Réunion de surf 2003.
- Vice-championne de La Réunion de longboard aux championnats de La Réunion de surf 2004.
- Vainqueur de la coupe de La Réunion de surf 2004.
- Vainqueur de la coupe de La Réunion de longboard 2004.
- Championne de La Réunion de longboard aux championnats de La Réunion de surf 2005.
- Vainqueur de la coupe de La Réunion de longboard 2006.
- Vainqueur de la coupe de La Réunion de longboard 2007.

### Nationaux
- Troisième en longboard aux championnats de France de surf 2003 à Saint-Pierre.
- Cinquième en longboard aux championnats de France de surf 2004.
- Vice-championne de France en longboard aux championnats de France de surf 2005.
- Troisième en longboard aux championnats de France de surf 2006.

### Internationaux
- Dix-neuvième au championnat du monde de longboard féminin ASP en 2006 à Biarritz.
- Vice-championne du Noosa Festival of Surfing 2007.
- Neuvième au championnat du monde de longboard féminin ASP en 2007.
- Championne d'Europe de longboard en 2008.
- Vice-championne du monde au championnat du monde de longboard féminin ASP le 14 juillet 2009 à Biarritz.